# 翁有成
翁有成，浙江省杭州府仁和縣，清朝政治人物、進士出身。
光緒二十年，登進士，同年五月，著交吏部掣签分发各省，以知县即用。光緒三十年，接替恩厚。署任江蘇荆溪縣知縣。后由呂慶堂接任。